# Сахатырь, Василий Яковлевич
Василий Яковлевич Сахатырь (23 февраля 1927 — 28 июля 1987) — передовик советской энергетики, бригадир монтажников треста «Спецгидроэнергомонтаж» Министерства энергетики и электрификации СССР, Иркутская область, Герой Социалистического Труда (1966).

## Биография
Родился 23 февраля 1927 года в посёлке Калиновка, ныне Азовского района Ростовской области в русской семье. В начале Великой Отечественной войны, в 1941 году, начал свою трудовую деятельность. Стал работать подсобным рабочим на обслуживании комбайнов в местном колхозе «Червоный шлях».
В 1944 году был призван в ряды Красной армии. Демобилизовался в 1951 году и продолжил работу механизатором в местном родном колхозе.
В 1952 году перешёл работать во Всесоюзный трест «Спецгидроэнергомонтаж» и был направлен на строительство оросительной системы Волгодонстроя. С 1953 года руководимая им бригада производила монтажные работы агрегатов на Белореченской, Эсминской, Каховской, Бухтарминской, Иркутской и Павловской ГЭС.
С апреля 1961 года его бригада участвовала в монтаже 16 агрегатов строящийся Братской ГЭС, большинство из которых были установлены досрочно и с высоким качеством работы.
Указом Президиума Верховного Совета СССР от 23 февраля 1966 года за выдающиеся успехи достигнутые в сооружении Братской гидроэлектростанции, большой вклад внесённый в разработку и внедрение новых технических решений и прогрессивных методов труда в строительстве гидросооружений, линий электропередачи и монтаже оборудования Василию Яковлевичу Сахатырю присвоено звание Героя Социалистического Труда с вручением ордена Ленина и золотой медали «Серп и Молот».
Позже переехал жить в город Канев Черкасской области. Работал в Днепровском монтажном управлении треста «Спецгидроэнергомонтаж». Умер 28 июля 1987 года.

## Награды
За трудовые успехи удостоен:
- золотая звезда «Серп и Молот» (23.02.1966)
- орден Ленина (23.02.1966)
- другие медали.